# Ecsedy Ildikó
Ecsedy Ildikó (Ungvár, 1938. március 23. – Budapest, 2004. február 5.) magyar történész, nyelvész, sinológus. A régi kínai történelem, Kína nomád kapcsolatainak szakértője és nemzetközileg elismert Közép-Ázsia-kutató volt. Az ELTE Bölcsészettudományi Kar (ELTE-BTK) egykori tanára volt.

## Életpályája
Édesapja jogász, majd a szocializmus alatt könyvelő, édesanyja polgári iskolai tanárnő volt. Családjában jelentős hagyománya volt a tudományos tevékenységnek: anyai nagyapja, Margittai Antal (1880–1939) híres flórakutató, botanikus, tanár volt. Ecsedy Ildikó egész életét meghatározta, hogy egyéves korában őt is elérte a környéket sújtó gyermekbénulás-járvány, s bár a kórházi kezelésnek köszönhetően túlélte a betegséget, de az élete derekán visszatért, így utolsó huszonöt évét ágyhoz kötve élte óbudai lakásában.
Gyermekkorát szerető családi közösségben, de nehéz körülmények között élte három testvérével együtt. Édesapja hosszú évekre szovjet fogságba, a doni szénbányákba került, édesanyjának pedig a második világháború végén gyermekeivel együtt menekülnie kellett Kárpátaljáról. A család sok hányattatás után végül Budapestre került, ahol Ecsedy Ildikó az általános iskolai tanulmányainak java részét magántanulóként, később pedig a Pető Intézet keretei között végezte el.
1956-ban érettségizett a Veres Pálné Leánygimnáziumban. Ebben az évben jelentkezett az ELTE Bölcsészettudományi Karára, eredetileg magyar és angol szakra. Amikor a felvételitő bizottság tudomására jutott, hogy a jelentkező magánszorgalomból, már néhány keleti nyelvet is elsajátított, angol helyett a kínai szakra irányították. Így 1956–1961 között az ELTE BTK Kínai és Kelet-ázsiai Tanszékén és magyar szakon tanult. 1961-ben kínai és belső ázsiai filológiából „Adalékok a karluk nép történetéhez kínai források alapján” című dolgozatával – summa cum laude eredménnyel – doktori vizsgát tett Ligeti Lajosnál és Németh Gyulánál. 1962 decemberében avatták aranygyűrűvel.
1979-ben megjelent könyvével (Nomádok és kereskedők Kína határain) 1980 májusában megkapta a nyelvtudomány kandidátusa címet. 1985-ben pedig a nyelvtudomány doktora fokozatot szerezte meg A kínai állam kezdetei című dolgozattal.
1961 szeptemberétől a Magyar Tudományos Akadémia Keleti Gyűjteményében dolgozott könyvtárosként. 1970-től kezdve tudományos kutató, előbb a Könyvtár dolgozójaként, majd 1972-től az Orientalisztikai Csoportban, amely 1974-től az MTA Nyelvtudományi Intézetének keretében működött. 1973-tól az MTA Nyelvtudományi Intézete Orientalisztikai Osztályának tudományos tanácsadója. 1976-tól az Orientalisztikai Bizottság tagja, a Távol-keleti Munkabizottság elnöke, az Acta Orientalia Academiae Scientiarum Hungaricae és a Keletkutatás szerkesztőbizottsági tagja, a Kőrösi Csoma Kiskönyvtár szerkesztője. 1979-től a Tőkei Ferenc vezetésével ekkor megalakult MTA Orientalisztika Munkaközösség tudományos kutatója, majd tudományos tanácsadója. 1974–1975-ben előadásokat tartott az ELTE BTK Hahn István professzor vezette Ókortudományi Tanszéken az ókori történelem és filológia tárgykörében, továbbá tudományos előadásokat tartott itthon és külföldön.
1987-től az ELTE BTK Kelet-ázsiai Tanszéken és Belső-ázsiai Tanszéken tanított haláláig. 1990 szeptemberétől az ELTE BTK címzetes egyetemi tanáraként tevékenykedett. 1990–91-ben a Miskolci Bölcsész Egyesület kínai szakának tudományos irányítója, 1999-től A Tan Kapuja Buddhista Főiskola professzora volt. 2000-től 2003-ig vezette az ELTE BTK Nyelvtudományi Doktori Iskola ekkor megalakult sinológiai doktori programját.

## Művei (válogatás)
- Nomádok és kereskedők Kína határain. Kőrösi Csoma Kiskönyvtár 16. Akadémiai Kiadó, Budapest, 1979.
- A kínai állam kezdetei. Az MTA Orientalisztikai Bizottságának sorozata. Akadémiai Kiadó, Budapest, 1987., ISBN 9630536684
- A három királyság története. (Hat fejezet fordítása  Lo Kuan-csung regényéből.) Történelem és kultúra 4. MTA Orientalisztikai Munkaközösség, Budapest 1987.
- Hétköznapok és ünnepek a régi Kínában. Corvina, Budapest, 1990.
- Kínai császárok és alattvalók. A világtörténelem nagy alakjai. Kossuth Könyvkiadó, Budapest, 1992., ISBN 9630936046
- Bevezetés a régi Kína társadalmának és kultúrájának történetébe. Tanulmányok Kínáról Európa ókorában. Ex Oriente Lux: Keleti művelődéstörténeti tanulmányok I. Miskolci Bölcsész Egyesület, Miskolc 1992.
- Álom és álomfejtés a régi Kínában. Eötvös József Könyvkiadó, Budapest. 2001.

## Publikációi idegen nyelven (válogatás)
- Cultivators and Barbarians in Ancient China: Acta Orient. Hung. XXVIII (1974), Fasc. 3, pp. 327–349.
- Tribe and empire, tribe and society in the Turk Age: Acta Orient. Hung. XXXI (1977): 1, pp. 3–15.
- A contribution to the history of Karluks in the T'ang period: Acta Orient. Hung. XXIV (1980): 1-3, pp. 23–37.
- Far Eastern sources on the history of the steppe region: Bulletin de l'École Française de l'Extreme-Orient, Tome LXIX. a la mémoire de Paul Demiéville /1894-1979/, Paris, 1981, pp. 263–276.
- Nomads in history and historical research: Acta Orient. Hung XXXV (1981): 2-3, pp. 201–227.
- Nomadic societies and state formations: Acta Orient. Hung XXXV (1981): 2-3, pp. 393–396.
- Western Turks in Northern China in the Middle of the 7th Century: Acta Antiqua Ac. Sc. Hung. 28(1980): 1-4, pp. 249–258.
- The Oriental background to the Hungarian tradition about Attila's tomb": Acta Orient. Hung XXXVI(1982): 1-3, pp. 128–153.
- Nanchao: an archaic state between China and Tibet. Tibetan and Buddhist Studies Commemorating the 200th Anniversary of the Birth of Alexander Csoma de Kőrös: Bibliotheca Orientalis Hungarica, Vol.XXIX/1, pp. 165–189. Akadémiai Kiadó, Budapest, 1984
- Chinese-Turk Political Connection and Conflict in 615 A.D.: Acta Antiqua XXXI, Fasc.1-2 (1985/?1987?/-1988), pp. 91–100.
- A Note on "Slavery" in the Turk Rulers' Burial Customs: Acta Orient. Hung XLII/1/, pp. 3–16. /1988[1989]/.
- Primitive Society and Asiatic Mode of Production, Edited by Ferenc Tőkei, MTA Orientalisztikai Munkaközösség, Budapest 1979, in: The "Asiatic" Basis of Chinese Civilization, pp. 33–62; On the Social and Economic Structure of Nomadic Societies, pp. 63–90.

## Társasági tagságai
- Kőrösi Csoma Társaság
- Ókortudományi Társaság
- Irodalomtörténeti Társaság
- T'ang Society
- Academia Europaea (1994-től)
- Tőkei Ferenc Társaság (2000 októbertől tiszteletbeli elnök)

## Kitüntetése
- MTA Eötvös József-koszorú (1995)